# Aljaž Hočevar
Pour les articles homonymes, voir Hocevar.
Aljaž Hočevar, né le 20 août 1991, est un coureur cycliste slovène, professionnel au sein de l'équipe Adria Mobil entre 2010 et 2014.

## Palmarès
- 2011
  - 3e du Tour of Vojvodina II
- 2013
  - Umag Trophy
  - 2e du Budapest GP
- 2014
  - 2e du Central-European Tour Isaszeg-Budapest

## Classements mondiaux
| Année                                 | 2011 | 2012 | 2013 | 2014 |
| ------------------------------------- | ---- | ---- | ---- | ---- |
| UCI Europe Tour                       | 604e | nc   | 165e | 343e |
|                                       |      |      |      |      |
| Légende : nc = non classéSource : UCI |      |      |      |      |